# یحیی عظیم‌اف
یحیی عظیم‌اف (تاجیکی: Яҳё Нуриддинович Азимов؛ زادهٔ ۴ دسامبر ۱۹۴۷) سیاستمدار و اقتصاددان اهل تاجیکستان است. سروزیر تاجیکستان از ۸ فوریه ۱۹۹۶ تا ۲۰ دسامبر ۱۹۹۹ بود. پیش از این وی در خجند مدیر کارخانه بود‌.